# Tindersticks
Tindersticks est le nom d'un groupe de musique britannique issu de Nottingham.

## Historique
L'origine des Tindersticks remonte au groupe de Nottingham, Asphalt Ribbons, comprenant Stuart Staples, David Boulter et Dickon Hinchcliffe. Les trois hommes rejoints par Neil Fraser, Mark Colwill et Al Macaulay formèrent les Tindersticks en 1992. Le premier single du groupe, Patchwork, est sorti en novembre 1992, sur leur propre label indépendant, Tippy Toe. Le deuxième single sort en mars 1993, tout comme A Marriage Made in Heaven, fruit d'une collaboration avec Niki Sin du groupe britannique Huggy Bear. Aussitôt après la sortie du EP Unwired EP, le groupe signera sur le label This Way Up, tout récemment créé à l'époque.
Le premier album studio, titré simplement Tindersticks, sort en octobre 1993. Il est coréalisé avec Ian Caple avec lequel ils ont enregistré tous leurs albums suivants. Il obtiendra un très grand succès critique, et sera déclaré « Meilleur album de l'année » par le magazine britannique Melody Maker. Leur deuxième album (lui aussi titré Tindersticks) sort en avril 1995, et contient des titres en collaboration avec Terry Edwards (du groupe Gallon Drunk) et Carla Torgerson (du groupe The Walkabouts). La tournée de concerts qui suit donnera lieu à un album live, The Bloomsbury Theatre, fin 1995. À cette période, la réalisatrice française Claire Denis, qui les découvre lors d'un concert au Bataclan, leur demande de réaliser la bande originale de son prochain film, débutant ainsi une longue collaboration artistique.
En juillet 1996, le groupe entre en studio pour enregistrer son troisième album, Curtains. Pour David Boulter, le claviériste, cette période est marquée par un essoufflement de la dynamique de groupe qui les avait animés jusqu'alors.
Le quatrième album, Simple Pleasure (1999), marque un changement de direction en proposant, comme son titre le suggère, une série de chansons directes et accrocheuses influencées par la musique soul. Les chœurs féminins sur plusieurs morceaux, comme la reprise respectueuse de « If You're Looking for a Way Out » d'Odyssey, font évoluer la musique du groupe vers un matériel plus léger et entraînant. Cette évolution se confirme avec le cinquième album Can Our Love (2001).
Le sixième album, Waiting for the Moon (2003), est de nature plus dépouillée et introspective, en particulier sur les poignants « 4.48 Psychosis » (basé sur la pièce du même nom de la dramaturge britannique Sarah Kane ) et « Sometimes It Hurts ». Seul « Just a Dog » allège l'ambiance plutôt mélancolique de l'album.
En 2006, le groupe se reforme pour un unique concert et se rend bien compte que la formule à six ne fonctionne plus comme avant, qu’il est allé aussi loin que possible au niveau artistique. De plus, Stuart a quitté son Angleterre natale pour s’installer dans la Creuse, où il monte son propre studio, Lucky Dog. C’est dans ce lieu que le groupe se reformera, dans sa forme originelle de trio : Stuart Staples au chant, Neil Fraser à la guitare et David Boulter au piano. Les « Nottingham Lads » trouvent une énergie nouvelle et enregistrent beaucoup de titres, très rapidement, aboutissant à la production d'un nouvel album. The Hungry Saw sort en avril 2008, après avoir été enregistré en huit jours avec Thomas Belhom à la batterie et Dan McKinna à la basse. Cet opus est marqué, de nouveau, par la mélancolie et l’humour décalé propres aux Tindersticks, avec des titres phares tels que Yesterdays Tomorrow et All The Love.
En 2010, les Tindersticks produisent leur huitième album, Falling Down a Mountain, sur le label 4AD / Constellation Records. Earl Harvin (en) a remplacé Belhom aux percussions et le guitariste David Kitt s'est joint au groupe. A propos de cet album, Stuart Staples confiera qu'après l'album The Hungry Saw, qui avait pour mission de ressouder le groupe après une longue séparation, ce nouvel opus constitue une ouverture vers l'extérieur, quitte à faire des entorses à leurs habitudes esthétiques. Il en résulte un album jugé lumineux et presque apaisé.
La même formation produira The Something Rain, en 2012. Les concerts qui suivent s'organisent autour d'un noyau stable de cinq musiciens (Stuart Staples, David Boulter, Neil Fraser, Dan McKinna et Earl Harvin). En 2013, ils sortent Across Six Leap Years qui revisite leurs anciennes compositions.
Le groupe publie ensuite, en 2016, The Waiting Room et, en 2019, No Treasure But Hope. En février 2021 sort l'album Distractions.

### Collaboration avec Claire Denis
Le groupe réalise les bandes originales des films Nénette et Boni (1996), Trouble Every Day (2001), 35 Rhums (2008), White Material (2010), Les Salauds (2013) de Claire Denis. Cette collaboration sera à la base du travail créatif des Tindersticks durant la période 1995-2001, puis de Stuart Staples seul pour les deux films réalisés entre 2002 et 2005. Ce travail avec la metteuse en scène aboutit également à la conception d'une série de concerts illustrés par des montages des films, lors d'une tournée mondiale en 2011. À partir de 2008, Stuart Staples s'entoure notamment de musiciens et compositeurs additionnels d'origines divers tels Thomas Belhom, Christine Ott, Julian Siegel ou Joanne Fraser. On retrouve par ailleurs les deux premiers à la base du projet Minute Bodies présenté au London Film Festival en octobre 2016.

## Membres du groupe
Les membres actuels du groupe sont :
- Stuart Staples - chant, guitare
- Neil Fraser - guitare
- David Boulter - claviers, percussions
- Earl Harvin (en) - percussions
- Dan McKinna - basse

Les anciens membres sont :
- Dickon Hinchliffe - violon, guitare, voix
- Alastair Macaulay - batterie, percussions
- Mark Colwill - basse

## Collaborateurs réguliers
- Terry Edwards - trompette et saxophones
- Thomas Belhom - batterie, percussions
- Christine Ott - ondes Martenot, claviers, piano, chant
- Julien Siegel - saxophone, clarinette
- David Kitt - chant et guitares

## Discographie

### Singles
- Patchwork (Tippy Toe, 1992)
- Marbles (Tippy Toe / Che, 1993)
- A Marriage Made in Heaven (Rough Trade Singles Club, 1993)
- Unwired EP (Domino, 1993)
- City Sickness (This Way Up, 1993)
- Marbles (US) (No.6 Records, 1993)
- We Have All the Time in the World (Clawfist Singles Club, 1993)
- Live in Berlin (Tippy Toe / This Way Up, 1993)
- Kathleen (This Way Up, 1994)
- No More Affairs (This Way Up, 1995)
- Plus de liaisons (This Way Up, 1995)
- The Smooth Sounds of Tindersticks (Sub Pop, 1995)
- Travelling Light (This Way Up, 1995)
- Bathtime (This Way Up, 1997)
- Rented Rooms (This Way Up, 1997)
- Can We Start Again (Island 1999)
- What is a Man (Beggars Banquet, 2000)
- Trouble Every Day (Promo) (Beggars Banquet, 2001)
- Don't Even Go There E.P. (Beggars Banquet, 2003)
- Trojan Horse (Tippy Toe, 2003)
- Sometimes it Hurts (Beggars Banquet, 2003)
- My Oblivion (Beggars Banquet, 2003)

### Albums studio
- Tindersticks (This Way Up, 1993)
- Tindersticks (This Way Up, 1995)
- Curtains (This Way Up, 1997)
- Simple Pleasure (Island, 1999)
- Can Our Love… (Beggar's Banquet, 2001)
- Waiting for the Moon (Beggar's Banquet, 2003)
- The Hungry Saw (Beggar's Banquet, Avril 2008)
- Falling Down a Mountain (Beggar's Banquet, 2010)
- The Something Rain (City Slang, 2012)
- Across six leap years (City Slang, 2013)
- The Waiting room (City Slang, 2016)
- No Treasure But Hope (City Slang, 2019)
- Distractions (City Slang, 2021)
- Soft Tissue (City Slang, 2024)

### Compilations / Live
- Amsterdam February 94 (Live) (This Way Up, 1994)
- The Bloomsbury Theatre 12.3.95 (Live) (This Way Up, 1995)
- Donkeys 92-97: A Collection of Singles - Rarities - Unreleased Recordings (Compilation) (This Way Up / Island, 1998)
- Live at the Botanique – 9th-12th May, 2001 (Live - Bootleg officiel 1) (Tippy Toe, 2001)
- Coliseu dos recreios de Lisboa – October 30th, 2001 (Live - Bootleg officiel 2) (Tippy Toe, 2003)
- Working for the Man (Compilation) (Island, 2004)
- BBC Sessions (Compilation 1993-1997) (Island, 2007)
- Live At Glasgow City Halls - 5th October 2008 (Live - édition très limitée) (Lucky Dog, 2008)
- Live in London 2010 (Live enregistré le 24/3/2010 au Shepherd's Bush Empire - édition très limitée) (Lucky Dog, 2010)
- Past Imperfect: The Best of Tindersticks ’92 - ’21 (City Slang / PIAS, 2022)
- Mayday ’22 (Concert enregistré le 1er mai 2022 au Royal Albert Hall) (Lucky Dog, 2024)

### Bandes originales de films
- 1996 : Nénette et Boni de Claire Denis (This Way Up / Island)
- 2001 : Trouble Every Day de Claire Denis (Beggar's Banquet)
- 2007 : En attendant la Lune de Jürgen Karasek
- 2008 : 35 Rhums de Claire Denis
- 2010 : White Material de Claire Denis
- 2011 : Claire Denis Film Scores 1996-2009 (Coffret compilation) (Constellation Records)
- 2013 : Les Salauds de Claire Denis
- 2014 : Ypres (Bande son de l'exposition permanente au Musée In Flanders Fields de Ypres en Belgique pour la célébration du centenaire de la Première Guerre mondiale)
- 2016 : Minute Bodies, the intimate world of F. Percy Smith, co-composé avec Thomas Belhom et Christine Ott
- 2018 : High Life de Claire Denis
- 2019 : Adolescentes de Sébastien Lifshitz
- 2022 : Avec amour et acharnement de Claire Denis
- 2022 : Des étoiles à midi de Claire Denis

### Participations
- Les Retrouvailles de Yann Tiersen (EMI, 2005) où Stuart Staples chante sur le morceau A Secret Place.
- We Hear Voices de The Fitzcarraldo Sessions (Village Vert, 2009) où Stuart Staples chante sur le morceau Les Méfiants.

## Dans la culture populaire
Dans l'épisode Isabella de la saison 1 des Sopranos peut être entendue la musique Tiny Tears (Tindersticks, 1995).

## Vidéographie
- Bareback - Nine Films by Martin Wallace (Beggar's Banquet, 2004)